# Sarracenia oreophila
 (décembre 2021).
Si vous disposez d'ouvrages ou d'articles de référence ou si vous connaissez des sites web de qualité traitant du thème abordé ici, merci de compléter l'article en donnant les références utiles à sa vérifiabilité et en les liant à la section « Notes et références ».
Espèce
Classification phylogénétique
Répartition géographique
Statut de conservation UICN

 CR B1+2bc : 
En danger critique
Statut CITES
Sarracenia oreophila  est une espèce de plante à fleurs de la famille des Sarraceniaceae.

## Origine
En voie d’extinction, Sarracenia oreophila ne parvient à survivre que dans quelques populations situées aux États-Unis, au centre et au nord-est de l’Alabama, et dans les zones montagneuses de Géorgie, de Caroline du Nord, et de Caroline du Sud.
Les populations étaient autrefois plus nombreuses mais elles ont toujours été considérées comme rares, et elles pourraient bientôt disparaître. On la retrouvait auparavant au Tennessee. On la trouve dans les régions humides, étangs, marécages et les bois humides.

## Description
Plante carnivore, vivace, rhizomateuse, herbacée, l’urne peut atteindre de 20 à 75 cm de long par 6 à 10 cm de circonférence à l'orifice.

### Les feuilles
La plante est insolite car les urnes sont essentiellement produites au printemps et au début de l’été.
Elles sont généralement vertes avec de légères veines rouges, mais certaines variétés, particulièrement dans le plateau Sand Mountain en Alabama, sont si richement colorées et veinées qu’elles sont très recherchées par les passionnés.
Elles attrapent leurs proies en leur offrant un nectar qui est sécrété autour de la bouche de la plante et à sa base intérieure. Les insectes trouvent le nectar et finissent par tomber dans la trappe. Une fois à l'intérieur, ils ne peuvent plus s'échapper. De petits poils rigides pointent vers le bas, retenant les insectes. L'intérieur de la trappe est également très glissant.
Les hybrides de S. oreophila peuvent atteindre de stupéfiantes colorations et des tailles spectaculaires.

### Fleurs
De la mi-mars au début juin, une fleur solitaire de 4 à 5 cm se développe. Les fleurs ont cinq sépales et cinq pétales. Elles sont vertes et jaune-vert. La tige est recourbée à son extrémité, la fleur est donc pendante. La tige fait de 45 à 70 cm de long. De juillet en août, le fruit se développe contenant plusieurs semences.

## Culture

### Température
En montagne, la plante résiste à des températures extrêmes (-15 °C) et aux chutes de neige, contrairement aux autres espèces de Sarracenia.
Les espèces du genre Sarracenia ont besoin de saisons pour vivre. Procurez-lui une période de dormance en hiver d'environ trois à quatre mois. C'est l'une des premières plantes à entrer en dormance et l'une des premières à en sortir. Si l'été fut vraiment chaud, la plante peut entrer dans sa période de dormance dès septembre. Un été frais prolongera sa période de croissance jusqu'en octobre ou novembre. L'intérieur d'une maison est trop chaud pour cette plante en hiver. La plante doit être déplacée à un endroit où la température sera de l'ordre de 2 à 5 °C. Toutefois, elle n'apprécie pas les hivers trop intenses et les vents secs.

### Substrat
Sarracenia oreophila se cultive dans un mélange de mousse de sphaigne et de perlite. Le sol doit être maintenu humide et bien drainé. L'utilisation de terreau et autres fertilisants n'est pas recommandée.

### Exposition
Les plants adultes apprécient une exposition en plein soleil à l'extérieur. Pendant l'été, le plant doit être à l'extérieur afin de bénéficier d'au moins six heures de soleil par jour.

### Arrosage
Elle a besoin d'une atmosphère et d'un sol humide en permanence lors de la saison de croissance. Le reste de l'année, le sol doit rester humide mais pas trempé au risque de faire pourrir les racines.

## Arme naturelle contre le frelon asiatique
Dans une étude, menée depuis l'automne 2014, le Jardin des plantes de Nantes, a découvert que cette plante carnivore attirait, en particulier, le frelon asiatique à pattes jaunes, (vespa velutina), et était prometteuse dans la lutte contre cette espèce, un pied de cette plante, pouvant éliminer près de cinquante frelons. L'étude menée à Nantes, avec la collaboration du Muséum national d'histoire naturelle, a permis de piéger 600 mouches et 600 frelons. Des chercheurs de l'Université de Tours, essaient de mettre au point, un piège en plastique, sur la base de la molécule odoriférante, attirant cette espèce. Cette plante serait un réel espoir pour les apiculteurs, dont les ruches sont décimées par cette espèce invasive, en permettant de freiner son expansion.